# 水野正一
水野 正一（みずの しょういち／まさいち、1924年9月16日 - 2008年11月17日）は、日本の経済学者。専門は財政学。名古屋大学名誉教授。理論・計量経済学会常任理事、国税庁税理士審査会会長、総理府税制調査会委員などを歴任した。

## 人物・経歴
香川県出身。1948年東京商科大学（現一橋大学）卒業。財政学専攻。1951年名古屋大学助教授。1962年名古屋大学より経済学博士の学位を取得。1963年経済企画庁経済研究所主任研究官（総理府事務官）。名古屋大学教授就任後、1970年名古屋大学経済学部長に選出された。
1977年総理府税制調査会委員。1981年名古屋大学経済学部附属経済構造分析センター長、理論・計量経済学会常任理事。1988年退官、名古屋大学名誉教授、中京大学経済学部教授。1993年国税庁税理士審査会会長。
1998年中京大学退職。中京大学理事、東海郵政経営会議委員、地方経済審議会委員なども務めた。2001年勲二等瑞宝章受章。2008年11月17日、胃がんのため豊田市の病院で死去。叙正四位。指導学生に木村吉男名古屋市立大学名誉教授など。

## 著作

### 著書
- 『資金需給と乗数』統計研究会 1959年
- 『国民所得乗数論の拡充』（篠原三代平, 宮澤健一と共著）有斐閣 1959年
- 『線型経済学』春秋社 1959年
- 『日本の物価変動』東洋経済新報社 1966年
- 『インフレに強くなる本 : 物価上昇を一歩先に歩く法』野田経済社 1966年
- 『セミナー　物価問題の常識』（編著）日本評論社 1981年
- 『財政再建 : "増税なき再建"は可能か』有斐閣 1983年
- 『財政再建と税制改革』名古屋大学出版会 1988年
- 『赤字財政の経済学』名古屋大学出版会 1988年
- 『経済学辞典』（編著）中央経済社 1989年
- 『現代経済学演習』（編著）中央経済社 1992年
- 『資産課税の理論と課題』（編著）税務経理協会 2005年

### 編書
- 『日本のマネー・フロー : 昭和42年度の資金循環』東洋経済新報社 1963年
- 『ミクロ経済学』（塩野谷九十九と共編）第三出版 1969年
- 『マクロ経済学』（塩野谷九十九と共編）第三出版 1969年
- 『金融の経済学』（花輪俊哉と共編）有斐閣 1976年
- 『現代財政理論』（牛嶋正と共編）青林書院新社 1981年
- 『経済政策と経営の意思決定：日本と西ドイツの比較研究』名古屋大学経済学部 1985年
- 『ME化の現状と雇用問題：日本と西ドイツの比較研究』名古屋大学出版会 1986年
- 『経済・経営の構造変化と対応策：日本と西ドイツの比較研究』名古屋大学出版会 1987年

### 訳書
- 『現代の金融理論 1,2』（山下邦男と共監訳）勁草書房 1965年
- ジェームズ・M・ブキャナン他著『ケインズ財政の破綻』（亀井敬之と共訳）日本経済新聞社 1979年